# The Princess of Patches
The Princess of Patches er en amerikansk stumfilm fra 1917 af Alfred E. Green.

## Medvirkende
- Violet De Biccari
- Vivian Reed
- Burke Wilbur som Jack Merry
- Hildor Hoberg som Silverthorne
- Roy Southerland som Lee Silverthorne